# Amboasary Sud
Amboasary Sud è una città e comune del Madagascar situata nel distretto di Amboasary-Atsimo, regione di Anosy. 
La popolazione del comune rilevata nel censimento 2001 era pari a 25 521 unità.